# Pontonides
Pontonides is een geslacht van kreeftachtigen uit de klasse van de Malacostraca (hogere kreeftachtigen).

## Soorten
- Pontonides ankeri Marin, 2007
- Pontonides asperulatus Bruce, 2005
- Pontonides loloata Bruce, 2005
- Pontonides maldivensis (Borradaile, 1915)
- Pontonides sibogae Bruce, 2005
- Pontonides tatianae Marin, 2007
- Pontonides unciger Calman, 1939